# The BroMans
The BroMans es un stable de lucha libre profesional compuesto por Jessie Godderz, Robbie E y DJ Z, quienes están actualmente trabajando para Total Nonstop Action Wrestling (TNA).

## Historia

### Total Nonstop Action Wrestling

#### 2013
Robbie E comenzó a aliarse con Jessie Godderz en el episodio del 2 de mayo de Impact Wrestling, donde hicieron equipo con Joey Ryan en un Handicap Match contra Rob Terry, que el equipo perdió después de que Robbie y Jessie abandonaron a Ryan y lo dejaron para ser cubierto. En el episodio del 27 de junio de Impact Wrestling, Robbie y Jessie, acompañados por Tara, confrontaron a los Campeones Mundiales en Parejas de la TNA Gunner y James Storm y se presentaron a sí mismos como The BroMans. La semana siguiente, The BroMans fueron derrotados por Gunner y Storm en un combate no titular. En el episodio del 8 de agosto de Impact Wrestling, The BroMans y Mickie James fueron derrotados por Gunner, Storm y ODB en una lucha de equipos mixtos. En el episodio del 26 de septiembre de Impact Wrestling, The BroMans y Gail Kim fueron derrotados por Eric Young, ODB y Joseph Parks en una lucha de equipos mixtos. En la edición del 17 de octubre de 2013 de Impact Wrestling, Robbie E derrotó a Hernandez, Christopher Daniels y Eric Young en un Four Corners Match para obtener la ventaja de la última entrada en la lucha en parejas en Bound for Glory.
En el Pre-Show de Bound for Glory The BroMans (Jessie Godderz & Robbie E) con "Mr. Olympia" Phil Heath derrotaron a Chavo Guerrero & Hernandez, Bad Influence (Christopher Daniels & Kazarian) y a Eric Young & Joseph Park para ganar una oportunidad por el Campeonato Mundial en Parejas de la TNA en el evento, The BroMans derrotaron a Storm y Gunner para ganar los Campeonatos Mundiales en Parejas de la TNA. The BroMans hicieron su primera defensa televisada del título en el episodio del 31 de octubre de Impact Wrestling, derrotando a Gunner y Storm en una revancha. En la edición del 22 de noviembre de 2013 de Impact Wrestling, The BroMans ganaron el primer Turkey Bowl Match derrotando a Dewey Barnes y Norv Fernum, en el proceso obligándolos a usar trajes de pavo, esa misma noche Zema Ion hizo su regreso a TNA, uniéndose a The BroMans como su DJ personal. En el episodio del 12 de diciembre de Impact Wrestling, Ion participó en un Feast or Fired Match, ganando uno de los cuatro maletines. La semana siguiente el 19 de diciembre durante Impact Wrestling: Final Resolution, el maletín de Ion fue revelado que contenía un contrato por una lucha por el Campeonato de la División X. En el episodio del 26 de diciembre de Impact Wrestling, The BroMans hicieron equipo con Ethan Carter III y Rockstar Spud en un Handicap Match derrotando a Sting y Jeff Hardy.

#### 2014–presente
El 23 de febrero de 2014, The BroMans perdieron los Campeonatos Mundiales en Parejas de la TNA ante The Wolves durante un house show de la TNA. Ellos reconquistaron los títulos al derrotar a The Wolves y al equipo de WRESTLE-1 Team 246 (Kaz Hayashi & Shūji Kondō) en el supershow de TNA/WRESTLE-1 Kaisen: Outbreak en Tokio, Japón el 2 de marzo. El 27 de abril de 2014, en Sacrifice, The Wolves derrotaron a todos los tres miembros de The BroMans en un No Disqualification 3-on-2 Handicap Match para ganar los Campeonatos Mundiales en Parejas de la TNA. The BroMans fallarían en recapturar los títulos en una revancha contra The Wolves en un Ladder Match.
El 15 de junio de 2014, en Slammiversary XII The BroMans (Jessie Godderz y DJ Z) fueron derrotados por Marshall y Ross Von Erich de la familia Von Erich por descalificación, quienes estaban siendo acompañados por su padre, Kevin Von Erich. En el episodio del 3 de julio de Impact Wrestling Godderz y DJ Z desafiaron sin éxito a The Wolves en un Three Way Match por el Campeonato Mundial en Parejas de la TNA que incluyó también a The Menagerie (Knux & The Freak).

### Circuito independiente
El 11 de mayo de 2013, Robbie y Jessie hicieron su debut para Southern Wrestling Superstars interrumpendo una promo de "The VIP" Cassidy Riley y atacándolo, lo que condujo a una lucha en parejas en el evento principal entre The BroMans y The Hot Shots (Cassidy Riley & Chase Stevens), que vio a The Hot Shots consiguiendo la victoria.

## En lucha
- Movimientos finales en equipo
  - Bro Down (Hart Attack)

- Movimientos finales de Godderz
  - Stunner, con burlas[12]

- Movimientos finales de Robbie E
  - FTD – Fresh to Death (Cutter)
  - Shore Thing[13] (Falling neckbreaker, con burlas)

- Movimientos finales de DJ Z
  - Gory bomb

- Mánagers
  - Tara
  - Phil Heath[14]

## Campeonatos y logros
- Total Nonstop Action Wrestling
  - TNA World Tag Team Championship (2 veces) – Godderz & Robbie E
  - TNA Turkey Bowl (2013) – Godderz & Robbie E
  - Feast or Fired (2013 – X Division Championship) – DJ Z